# 季康
季康（1911年—2007年），字寧復，畫室別署福壽康寧之齋。出生於浙江寧波慈谿，中華民國水墨畫家、美術教育家。擅長人物仕女，兼擅花鳥與鞍馬:261。

## 生平簡歷
1911年生于浙江慈溪县（今慈溪市）書香門第。妻林若玑，台湾诗人林景仁之女。父季庸舫愛好藝。曾祖季伯壽为大清同治年间画家。叔父季守正为民國初期畫家。1918年，父母雙雙逝世，與胞弟季保馥相依為命。季康勤於臨摹家藏畫譜，如《芥子園畫傳》、《十竹齋書畫譜》，《點石齋書畫舫》等。繪馬則奠基於他對郎世宁（Giuseppe Castiglione，1688—1766）作品的臨摹，以及在上海跑馬場對馬匹的實際觀察。:12在上海期間，與溥儒、張大千、郎静山等藝術家結為好友，過從甚密。
1937年抗日戰爭爆發，輾轉至中国内地及西南，經歷廣州、柳州、貴州、昆明。戰後又回到上海。:13-14
1947年赴台灣遊覽，而後定居台灣。經友人介绍入住士林園藝所，因該處栽植多種蘭花，成為季康創作的重要主題。在台期間，曾先後擔任中國文化學院（今中國文化大學）美術系教授，中華民國教育部美術教育委员，中國畫學會理事長。
1957年，季康夫婦，與高逸鴻、龔書錦、陶壽伯、強淑平、陳雋甫、吳詠春、傅狷夫、席德芳、林中行、邵幼軒等共六對水墨畫家夫婦，創立六儷畫會。1960年，與林玉山、傅狷夫、陳丹誠、馬紹文、王展如、鄭月波、胡克敏合組八朋畫會。:261
1982年，移居美国加利福尼亚州聖地牙哥。2007年4月16日，逝世于加州，享年96歲。

## 藝術成就
擅長工筆畫，以仕女畫最著名。所創作之駿馬、仕女、蘭花畫作常被稱為“季康三绝”:11 。張大千曾於一幅季康1977年創作的仕女畫作上題字稱揚，表示在他縱覽數百年團扇仕女畫作品中無人能及季康。台北圓山飯店的建築師楊卓成曾邀請季康協助設計該飯店的雕樑畫頂:15。
季康作品為數所國立博物馆典藏，例如臺北國立故宮博物院、國立歷史博物館、國立台灣美術館等。陽明山中山樓亦典藏其巨型三聯八扇屏風仕女圖。此外，其作品亦常見於藝術拍賣場 。2010年，國立歷史博物館舉辦「典韻風華─季康繪畫紀念展」。